# قائمة الصحف في صربيا

## صحف يومية
| الاسم                                    | المقر    | التصميم والتنسيق أوالشكل العام | المبيعات 2016                | الخط السياسي                                                 | المالك                                                                 | سنة التأسيس | الاصدار | الموقع الإلكتروني |
| ---------------------------------------- | -------- | ------------------------------ | ---------------------------- | ------------------------------------------------------------ | ---------------------------------------------------------------------- | ----------- | ------- | ----------------- |
| * المخبر أو المُعلِم الاسم الأصلي Informer | بلغراد   | تابلويد (تصميم صحيفة)          | تم بيع 102,000 نسخة سنة 2016 | تشويق وإثارة (صحافة)                                         | إنزاجدر تيم d.o.o. Insajder tim) d.o.o)                                | 2012        | يومية   | www.informer.rs   |
| فيسرني نوفوستي Večernje novosti          | بلغراد   | تابلويد (تصميم صحيفة)          | تم بيع 68,000 نسخةسنة 2016   | وسط اليمين يمينية                                            | نوفوستي أ.د a.d. Novosti                                               | 1953        | يومية   | www.novosti.rs    |
| Kurir كورير                              | بلغراد   | تابلويد (تصميم صحيفة)          | تم بيع 60,000 نسخة سنة 2016  | تشويق وإثارة (صحافة)                                         | مجموعة أدريا ميديا Adria Media Group                                   | 2003        | يومية   | www.kurir.rs      |
| Blic بليتش وتعني الوميض أو الفلاش        | بلغراد   | تابلويد (تصميم صحيفة)          | تم بيع 58,000 نسخة سنة 2016  | Pro-Europeanism European Unionism إتحادية أوروبية وسط اليسار | مجموعة رينغر السويسرية Ringier                                         | 1996        | يومية   | www.blic.rs       |
| Alo آلو                                  | بلغراد   | البرودشيت                      | تم بيع 56,000 نسخة سنة 2016  | تشويق إثارة (صحافة)                                          | مجموعة رينغر السويسرية Ringier                                         | 2007        | يومية   | www.alo.rs        |
| Politika بوليتيكاأي السياسية             | بلغراد   | برلينر                         | تم بيع 45,000 نسخ، سنة 2016  | وسطية وسط اليمين                                             | تمتلك مجموعة إيست ميديا 50% وPolitika a.d. بوليتيكا أ.د 50% من الأسهم  | 1904        | يومية   | www.politika.rs   |
| التلغراف الصربي Srpski telegraf          | بلغراد   | تابلويد (تصميم صحيفة)          | تم بيع 56,000 نسخة سنة 2016  | تشويق إثارة (صحافة)                                          | __                                                                     | 2016        | يومية   | www.telegraf.rs   |
| جورنال الرياضة Sportski žurnal           | بلغراد   | البرودشيت                      | تم بيع 10,000 نسخة سنة 2016  | أخبار الرياضة اليومية Sporting daily                         | تمتلك مجموعة إيست ميديا 50% وPolitika a.d. بوليتيكا أ.د 50% من الأسهم. | 1990        | يومية   | www.zurnal.rs     |
| Dnevnik (دنيفنيك)                        | نوفي ساد | برلينر                         | تم بيع 8,000 نسخة سنة 2016   | أخبار يومية محلية                                            | Dnevnik Vojvodina press دنيفنيك فوجفودينا بريس                         | 1953        | يومية   | www.dnevnik.rs    |
| Danas دناس                               | بلغراد   | برلينر                         | تم بيع 4000 نسخة سنة 2016    | يسارية وسط اليسار                                            | DAN GRAF d.o.o (دان غراف d.o.o)                                        | 1997        | يومية   | www.danas.rs      |
| Narodne novine (نارودن نوفين)            | نيش      | تابلويد (تصميم صحيفة)          | تم بيع 3000 نسخة سنة 2016    | يومية جهوية تهتم بالشؤون المحلية                             | _____                                                                  | 1944        | يومية   | www.narodne.com   |
| Privredni pregled (بريفردني بريجلد)      | بلغراد   | برلينر                         | _____                        | يومية اقتصادية تهتم بالأمور المالية                          | _____                                                                  | 1923        | يومية   | www.narodne.com   |

## صحف أسبوعية محلية
- صحف كراغوجيفاك (Kragujevačke novine (Kragujevac

- صحف سوبوتيكا (Subotičke novine (Subotica

- بانسيفو (Pančevac (Pančevo

- Čačanski غلاس Čačanski glas (Čačak)

- نابريد (فالجيفو) (Napred (Valjevo

- غلاس بودرينيا (Glas Podrinja (Šabac

- أوزيتش الأحد Užička nedelja Užice)

- سومبورسك نوفين (سومبور) (Somborske novine (Sombor

- كيكيندا Kikindske (Kikinda) [1][2]

## صحف بلغات أجنبية أو لغات أقليات تصدر في صربيا
- ماغير Szó (لغة هنغارية): صحيفة يومية تنشر في سوبوتيتسا.
- هلاس ľudu (لغة سلوفاكية): صحيفة أسبوعية تنشر في نوفي ساد
- هرفاتسكا riječ (لغة كرواتية): صحيفة أسبوعية تنشر في سوبوتيتسا.
- زفونيك (لغة كرواتية): صحيفة شهرية تنشر في سوبوتيتسا.
- ميرولوب (لغة كرواتية): صحيفة فصلية تنشر كل ثلاثة أشهر في سومبور.
- ليبيرتاتا(لغة رومانية): صحيفة شهرية تنشر في بانتشيفو.
- نوفو براتستفو (لغة بلغارية): صحيفة شهرية تنشر في ديميتروفغراد.
- روسك سلوفو Pannonian Rusyn language (لغة بانونيا روسين):صحيفة تنشر في نوفي ساد.
- بونجيفاك نوفينBunjevac dialect (لهجة بونجيفاك): صحيفة شهرية تنشر في سوبوتيتسا.

## صحف يومية سابقة توقفت عن الصدور
| - بلقان إكسبريس (1990-1993، بلغراد) - سلوبودنا شوماديجا (1994، كراغوييفاتش) - غرانين (1997، بلغراد) - ناسا بوربا (1994-1998، بلغراد) - ديموكراتيجا (1996-1998، بلغراد) - دنيفني تيليغراف (1995-1999، بلغراد) - نت بلوس (1996-2000، بلغراد) - ناسيونال (2001-2003، بلغراد) - سنتار (2003-2004، بلغراد) - البلقان (2003-2005، بلغراد) - إنترناسيونال (2003-2005، بلغراد) - إكيبا (2005، بلغراد) - بوليتيكا إكسبريس (1963-2005، بلغراد) [3] - سربسكي ناسيونال (2005-2006، بلغراد) - أوبوزيتشيجا (2006، بلغراد) | - البداية (2005-2006، بلغراد) - سوترا (2007-2008، بلغراد) - كورير سبورت (2007-2008، بلغراد) - غازيتا (2007-2008، بلغراد) - بيزنيس (2007-2008، بلغراد) - بوربا (1922-2009، بلغراد) - غلاس جافنوستي (1998-2010، بلغراد) - قائمة غرانسكي (2000-2010، نوفي ساد) - الصحافة (2005-2012، بلغراد) - برافدا (2007-2012، بلغراد) - سان (2012-2013، بلغراد) - نيس نوفين (2013-2015، بلغراد) - سبورت (1945-2016، بلغراد) - 24 ساتا (2006-2017، بلغراد) |